# پرنسس (کنتاکی)
پرنسس (به انگلیسی: Princess) یک منطقهٔ مسکونی در ایالات متحده آمریکا است که در شهرستان بوید، کنتاکی واقع شده‌است.